# Ed Lucht
Edward William Lucht, detto Ed (Jeffrey, 6 novembre 1931), è un ex cestista canadese.

## Carriera
Con il Canada ha disputato i Giochi olimpici di Melbourne 1956, segnando 16 punti in 4 partite, e il Campionato del mondo del 1959.